# Skinnastadur
Skinnastadur – wieś położona w północno-wschodniej części Islandii. 
Wieś znajduje się na północ od dawnego Parku Narodowego Jökulsárgljúfur.